# 알렉스 플랜트
알렉산더 매슈 플랜트(영어: Alexander Matthew Plante, 1989년 5월 9일~)는 캐나다 출신의 대한민국의 아이스하키 선수이다.

## 개인사
아버지 캠 플랜트와 형인 타일러 플랜트도 아이스하키 선수이다.